# Tenacious D
Tenacious D is een komisch getinte (akoestische) rockband die bestaat uit Kyle Gass (KG) en Jack Black (JB). Beide heren zijn zowel acteur als muzikant. Opvallend is dat in veel oude films waarin Jack gespeeld heeft, Kyle ook een kleine rol heeft. Ze hebben elkaar ontmoet in Los Angeles toen ze beiden speelden in de theatergroep The Actors Gang. Jack leerde van Kyle gitaar spelen en samen besloten ze een band te vormen. Omdat Jack erg actief is in de filmwereld als acteur, speelt Kyle ook in Trainwreck, een band met dezelfde stijl als Tenacious D.
Na enkele optredens hebben ze een zestal korte komische films geproduceerd voor de zender HBO. Al deze filmpjes zijn terug te vinden op de eerste Tenacious D DVD - The Complete Masterworks. In 2001 werd hun eerste titelloze album uitgebracht. Terwijl de band live enkel met akoestische gitaren speelde, werd in de studio de hulp ingeroepen van Dave Grohl (ex-Nirvana, Foo Fighters), toetsenist Page McConnell van Phish, gitarist Warren Fitzgerald en bassist Steve McDonald. Het album werd geproduceerd door de Dust Brothers. Het nummer Tribute werd een grote hit, mede dankzij de videoclip waarin Dave Grohl de duivel speelt. Volgens Jack Black is het nummer een verwijzing naar Stairway To Heaven van Led Zeppelin. In de clip is ook een rol weggelegd voor Ben Stiller.
In 2004 bracht de band het nummer Fuck Her Gently uit op single. De video hiervan werd gemaakt door John Kricfalusi, vooral bekend door de tekenfilmserie Ren and Stimpy. In de clip zijn Jack en Kyle twee engeltjes op de schouders van Satan.
In 2006 maakte de band de film Tenacious D in the Pick of Destiny. In de film zijn niet alleen Tenacious D, maar ook Lee uit hun televisieshow, Ronnie James Dio, en Dave Grohl te bewonderen. Ook heeft rockster Meat Loaf een rolletje als de vader van Jack Black (JB in de film). De film deed het vrij slecht en bracht weinig geld op. Toch was men over het algemeen vrij positief over de film. De regie lag in de handen van Liam Lynch, die ook de videoclip van het nummer Tribute regisseerde. Een nieuwe tour van de band startte na uitbrengen van die film. Na de film werd er ook een nieuw album in de verkoop gebracht met onder andere liedjes uit de film.
In 2012 gaven de heren van Tenacious D. een optreden tijdens het Duitse Rock am Ring festival naast artiesten zoals: Metallica, Linkin Park, The Offspring, Soundgarden, Motörhead, Evanescence, en Marilyn Manson waarbij 85.000 bezoekers waren. Aan het eind van hun optreden zegt Jack Black blij te zijn te mogen spelen voor zo'n groot publiek en hoopt dat iedereen een ear-gasme heeft gehad (vertaald 'oorgasme').

## Discografie

### Albums
| Album met eventuele hitnotering(en) in de Nederlandse Album Top 100 | Datum van verschijnen | Datum van binnenkomst | Hoogste positie | Aantal weken | Opmerkingen |
| ------------------------------------------------------------------- | --------------------- | --------------------- | --------------- | ------------ | ----------- |
| Tenacious D                                                         | 25-09-2001            | 08-02-2003            | 33              | 14           |             |
| D fun pak                                                           | 29-04-2002            | -                     |                 |              | ep          |
| The Pick of Destiny                                                 | 14-11-2006            | -                     |                 |              |             |
| Rize of the Fenix                                                   | 11-05-2012            | 19-05-2012            | 16              | 5            |             |
| Jazz                                                                | 2012                  | -                     |                 |              |             |
| Live                                                                | 27-11-2015            | -                     |                 |              |             |
| Post-Apocalypto                                                     | 02-11-2018            | -                     |                 |              |             |

| Album met hitnotering(en) in de Vlaamse Ultratop 200 albums | Datum van verschijnen | Datum van binnenkomst | Hoogste positie | Aantal weken | Opmerkingen |
| ----------------------------------------------------------- | --------------------- | --------------------- | --------------- | ------------ | ----------- |
| Rize of the Fenix                                           | 2012                  | 19-05-2012            | 68              | 11           |             |
| Post-Apocalypto                                             | 2018                  | 10-11-2018            | 101             | -            |             |

### Singles
| Single met eventuele hitnotering(en) in de Nederlandse Top 40 | Datum van verschijnen | Datum van binnenkomst | Hoogste positie | Aantal weken | Opmerkingen                 |
| ------------------------------------------------------------- | --------------------- | --------------------- | --------------- | ------------ | --------------------------- |
| Tribute                                                       | 16-07-2002            | 15-02-2003            | 25              | 3            | Nr. 26 in de Single Top 100 |
| Wonderboy                                                     | 11-11-2002            | -                     |                 |              |                             |
| POD                                                           | 30-10-2006            | -                     |                 |              |                             |
| The metal                                                     | 22-11-2006            | -                     |                 |              |                             |
| Rize of the fenix                                             | 2012                  | -                     |                 |              |                             |
| Video Games                                                   | 2023                  | -                     |                 |              |                             |
| ...Baby One More Time                                         | 08-03-2024            | -                     |                 |              | soundtrack Kung Fu Panda 4  |

### Dvd's
- Tenacious D: The Complete Masterworks (2002)
- Tenacious D in the Pick of Destiny (2006)
- Tenacious D: The Complete Masterworks 2 (2008)

### NPO Radio 2 Top 2000
| Nummer met noteringen in de NPO Radio 2 Top 2000 | '15  | '16 | '17 | '18 | '19 | '20 | '21 | '22 | '23 | '24 |
| ------------------------------------------------ | ---- | --- | --- | --- | --- | --- | --- | --- | --- | --- |
| Tribute                                          | 1141 | 502 | 441 | 456 | 565 | 639 | 634 | 550 | 589 | 496 |

1. ↑  Een vetgedrukt getal geeft de hoogste notering aan.
2. ↑  2015 was het eerste jaar met een notering voor dit nummer.